# Најагресивнији возач на Тур де Франсу
Награда за најагресивнијег возача на Тур де Франсу је успостављена 1952. На крају сваке етапе ту награду добија возач који је највише нападао и највише времена провео у бегу. На крају, бира се најагресивнији возач целог Тур де Франса, то је бициклиста који је највише пута проглашаван за најагресивнијег.
Од 1981. најагресивнији возач није освојио Тур исте године.

## Историја
Од 1952. додељује се награда најагресивнијем возачу. На крају сваке етапе, додељује се награда најагресивнијем возачу, а на крају трке се додељује најагресивнијем возачу целог Тура. 1954. награду су добила двојица бициклиста. 1956. Андре Даригад је проглашен најагресивнијим возачем.
Године 1961. није додељена индивидуална награда, већ је додељена целом тиму.
Систем се мењао током година. Раније су возачи добијали поене и возач са највише поена је био победник. Бициклиста није морао да заврши трку да би добио награду, Сирил Гимар 1972. није завршио трку, али је добио награду за најагресивнијег возача.
Године 1979. награда је додељена Јопу Зутемелку, али је касније дисквалификован због допинга и награда је припала Хенију Којперу.
Године 2025. навијачи су преко друштвених мрежа гласали да Јонас Абрахамсен добије награду за најагресивнијег возача, али су судије одлучиле да награду додијеле Бену Хилију.

## Тренутни систем
Тренутни систем награђивања је активан од 2003. Осам судија, који су специјалисти за бициклизам, бира најагресивнијег возача на крају сваке етапе (осим на хронометру). За најагресивнијег на крају етапе може бити изабрано више од једног бициклисте, а награду може добити и цели тим. Најагресивнији возач не добија мајицу коју ће носити на наредној етапи, већ добија црвени број (бели број на црвеној позадини), од 1998.
На крају Тур де Франса, обично у току задње етапе, проглашава се најагресивнији возач целе трке и добија награду од 20.000 еура.

## Победници
Добитници награде за најагресивнијег возача.
- 2025.  Бен Хили
- 2024.  Ричард Карапаз
- 2023.  Виктор Кампенартс
- 2022.  Ваут ван Арт
- 2021.  Френк Бонамур
- 2020.  Марк Ирши
- 2019.  Жилијен Алафилип
- 2018.  Данијел Мартин
- 2017.  Ворен Барги
- 2016.  Петер Саган
- 2015.  Ромен Барде
- 2014.  Алесандро де Марки
- 2013.  Кристоф Риблон
- 2012.  Крис Анкер Серенсен
- 2011.	 Жереми Роа
- 2010.	 Силван Шаванел
- 2009.	 Франко Пелицоти[а]
- 2008.	 Силван Шаванел
- 2007.	 Аметс Чурука
- 2006.	 Давид де ла Фуенте
- 2005.	 Оскар Переиро
- 2004.	 Ришар Виренк
- 2003.	 Александар Винокуров
- 2002.	 Лоран Жалабер
- 2001.	 Лоран Жалабер
- 2000.	 Ерик Декер
- 1999.	 Жак Диран
- 1998.	 Жак Диран
- 1997.	 Ришар Виренк
- 1996.	 Ришар Виренк
- 1995.	 Ернан Буенаора
- 1994.	 Ерос Поли
- 1993.	 Масимо Гирото
- 1992.	 Клаудио Кјапучи
- 1991.	 Клаудио Кјапучи
- 1990.	 Едуардо Чозас
- 1989.	 Лоран Фињон
- 1988.  Жером Симон
- 1987.  Режис Клер
- 1986.	 Бернар Ино
- 1985.	 Мартен Дикрот
- 1984.	 Бернар Ино
- 1983.	 Серж Демијер
- 1982.	 Режис Клер
- 1981.	 Бернар Ино
- 1980.	 Кристијан Левавасер
- 1979.	 Хени Којпер
- 1978.	 Пол Веленс
- 1977.	 Гери Кнетеман
- 1976.	 Ремон Делисл
- 1975.	 Еди Меркс
- 1974.	 Еди Меркс
- 1973.	 Луис Окања
- 1972.	 Сирил Гимар
- 1971.	 Луис Окања
- 1970.	 Еди Меркс
- 1969.	 Еди Меркс
- 1968.	 Роже Пинжон
- 1967.	 Дезир Летор
- 1966.	 Руди Алтиг
- 1965.	 Феличе Ђимонди
- 1964.	 Анри Англад
- 1963.	 Рик ван Лој
- 1962.  Еди Павуелс
- 1961.	 тим Уст–суд–Уст
- 1960.	 Жан Гразик
- 1959.	 Жерар Сен
- 1958.	 Федерико Бајамонтес
- 1957.	 Николас Бароне
- 1956.	 Андре Даригад
- 1955.	 Шарли Гол
- 1954.  Лисјен Лазарид /  Франсоа Мае[б]
- 1953.	 Ваут Вагманс

### Вишеструки победници
| Позиција | Име             | Држава    | Број победа | Године                 |
| -------- | --------------- | --------- | ----------- | ---------------------- |
| 1        | Еди Меркс       | Белгија   | 4           | 1969, 1970, 1974, 1975 |
| 2        | Бернар Ино      | Француска | 3           | 1981, 1984, 1986       |
| 2        | Ришар Виренк    | Француска | 3           | 1996, 1997, 2004       |
| 3        | Луис Окања      | Шпанија   | 2           | 1971, 1973             |
| 3        | Клаудио Кјапучи | Италија   | 2           | 1991, 1992             |
| 3        | Режис Клер      | Француска | 2           | 1982, 1987             |
| 3        | Жак Диран       | Француска | 2           | 1998, 1999             |
| 3        | Лоран Жалабер   | Француска | 2           | 2001, 2002             |
| 3        | Силван Шаванел  | Француска | 2           | 2008, 2010             |

### По државама
| Позиција | Држава     | Број победа | Возач са највише победа                                                        | Последњи победник          |
| -------- | ---------- | ----------- | ------------------------------------------------------------------------------ | -------------------------- |
| 1        | Француска  | 34          | Бернар Ино, Ришар Виренк (3)                                                   | Френк Бонамур 2021.        |
| 2        | Белгија    | 8           | Еди Меркс (4)                                                                  | Виктор Кампенартс 2023.    |
| 3        | Шпанија    | 7           | Луис Окања (2)                                                                 | Аметс Чурука 2007.         |
| 4        | Италија    | 6           | Клаудио Кјапучи (2)                                                            | Алесандро де Марки 2014.   |
| 5        | Холандија  | 5           | Ваут Вагманс, Гери Кнетеман, Хени Којпер, Мартен Дикрот, Ерик Декер (сви по 1) | Ерик Декер 2000.           |
| 6        | Швајцарска | 2           | Серж Демијер, Марк Ирши (1)                                                    | Марк Ирши 2020.            |
| 6        | Ирска      | 2           | Данијел Мартин, Бен Хили (1)                                                   | Бен Хили 2025.             |
| 8        | Данска     | 1           | Крис Анкер Серенсен (1)                                                        | Крис Анкер Серенсен 2012.  |
| 8        | Луксембург | 1           | Шарли Гол (1)                                                                  | Шарли Гол 1955.            |
| 8        | Словачка   | 1           | Петер Саган (1)                                                                | Петер Саган 2016.          |
| 8        | Казахстан  | 1           | Александар Винокуров, (1)                                                      | Александар Винокуров 2003. |
| 8        | Колумбија  | 1           | Ернан Буенаора (1)                                                             | Ернан Буенаора 1995.       |
| 8        | Немачка    | 1           | Руди Алтиг (1)                                                                 | Руди Алтиг 1966.           |
| 8        | Еквадор    | 1           | Ричард Карапаз (1)                                                             | Ричард Карапаз 2024.       |